# Andreï Boubnov
Pour les articles homonymes, voir Boubnov.
Andreï Sergueïevitch Boubnov (en russe : Андрей Сергеевич Бубнов ; né le 22 mars 1884 (3 avril dans le calendrier grégorien) à Ivanovo et mort exécuté le 1er août 1938,) à Kommounarka  est un homme politique russe, l'un des leaders bolcheviks de la révolution de 1917.

## Biographie
Andreï Boubnov est né à Ivanovo-Voznessensk. Il fit ses études à l'Institut Agronomique de Moscou et, pendant cette période, adhéra au Parti ouvrier social-démocrate de Russie (POSDR) en 1903. Il faisait partie de la faction bolchevik de ce parti et à ce titre, pendant les années qui suivirent, notamment après la révolution de 1905 à laquelle il participa, fut arrêté treize fois par la police tsariste. En 1909, il fut désigné comme membre du comité central à Moscou, ce qui lui valut de retourner en prison dès l'année suivante. Après sa libération, il fut délégué à Nijni Novgorod afin d'y organiser le mouvement ouvrier. Il participa aussi au journal la Pravda et soutiendra un temps la fraction otzoviste qui, sous la direction d'Alexandre Bogdanov, prônait alors (1909) le boycott de la IIIe Douma.
Lorsque éclata la Première Guerre mondiale, Boubnov s'investit dans le mouvement des opposants à la guerre. Il fut à nouveau arrêté en 1916 et, cette fois, relégué en Sibérie. En octobre 1917, il est au Politburo, fait partie du directoire insurrectionnel secret et du Comité militaire révolutionnaire. À partir de 1918, il occupe des postes de responsabilité. En tant que membre du Comité Central à cette époque, il est un partisan affirmé du groupe oppositionnel dit Centraliste démocratique (aux côtés de Timofeï Sapronov et Nikolaï Ossinski), en particulier lors des débats du Xe Congrès de mars 1921.
En octobre 1923 il est l'un des signataires de la Déclaration des 46 de l'Opposition de gauche. Après un soutien timide à Trotski, il rejoint la « troïka » en décembre et ose critiquer Nadejda Kroupskaïa, la compagne de Lénine. En mars 1926, il est chargé d'une mission de contrôle des conseillers soviétiques en Chine méridionale. C'est à l'occasion de sa visite à Canton, le 20 mars, que se produit le premier incident entre les communistes et Tchang Kaï-Chek, alors que Mikhaïl Borodine est parti de Chine. Boubnov rompt avec Trotski au début de cette année et remplace en 1929 Lounatcharski au Commissariat à l'Instruction qu'il va diriger jusqu'en 1937.
Le 9 septembre 1933, sous son impulsion sera crée la maison d'étition Detizdat d'ouvrages de jeunesse.
Relevé de ses fonctions à cette date, il est arrêté comme tant de « vieux bolchéviques » et exécuté à Moscou en 1938 (d'autres sources indiquent qu'il est mort en prison ou même vivant en 1956, comme Hélène Carrère d'Encausse, mais sa « liquidation » avant la guerre est très probable). Boubnov a été historien officiel du parti, mais après son arrestation ses œuvres ont été interdites par le pouvoir.